# HUMAN
HUMAN — це українська IT-компанія, що розробляє EdTech-продукти для закладів освіти усіх рівнів, які об'єднуються в єдиній освітній екосистемі. Компанія HUMAN є розробником системи управління навчанням «HUMAN Школа».
HUMAN Школа (англ. HUMAN School) — це система управління навчанням, що об'єднує всіх учасників освітнього процесу та допомагає вчителям та керівникам шкіл організувати внутрішні бізнес-процеси закладу освіти. Система використовується з метою переходу на безпаперовий документообіг, забезпечення учасників освітнього процесу цілодобовим доступом до освітніх матеріалів, їхнім обміном та коментуванням[первинне джерело].
Компанія ТОВ «Х'ЮМАН» має Сертифікат на відповідність КСЗІ та Сертифікати ISO, що підтверджують захист даних на платформі[первинне джерело][первинне джерело].
За результатами опитування ДСЯО, що проводилося з 2 по 9 лютого 2020 року, HUMAN була однією з найпоширеніших платформ для організації дистанційного навчання у період карантинних обмежень, пов'язаних з поширенням COVID-19, разом з платформами G Suite for Education Google Classroom, Microsoft Teams та Moodle.
Станом на 2021 рік на платформі HUMAN працює понад 1800 українських закладів освіти.

## Історія
Компанія «Х'ЮМАН», що є розробником платформи HUMAN Школа, була заснована у 2018 році Євгенієм Боровиком. Початкова назва платформи була «Evolution», саме під цією назвою платформа пройшла київський акселератор Kyiv Smart City та увійшла до кращих стартапів столиці.

## Риси
Система «HUMAN Школа» охоплює всіх учасників освітнього процесу, забезпечуючи їх окремими кабінетами для кожної ролі: адміністратор, вчитель (класний керівник, вчитель-предметник), учень, батьки.
Функціонал системи охоплює наступні можливості:
- створювати уроки за допомогою конструктора, додаючи візуалізовані матеріали;
- видавати, здавати та перевіряти домашні завдання;
- переглядати розклад уроків, подій, зміст та план уроків;
- проводити контроль знань за допомогою тестування;
- роботи оголошення та опитування в загальній стрічці школи/класу;
- автоматизувати збір рефлексії учнів;
- комунікувати між учасниками освітнього процесу за допомогою чатів;
- переглядати візуалізовану статистику успішності та відвідуваності по школі/курсу/класу/учню;
- створювати гуртки та факультети, проводити олімпіади тощо.

Система дозволяє вести електронний документообіг, а саме: заповнювати е-щоденник та е-журнал, створювати накази та рішення. У кінці навчального року адміністратор може роздрукувати електронний журнал у паперовому вигляді. Платформа також підходить для організації дистанційного навчання у разі введення карантинних заходів, що дозволяє забезпечити «безперервність» навчального процесу. Таким чином, з'являється можливість для проведення відеоуроків прямо у системі з можливістю дистанційного контролю знань.

## Поширення
Системою HUMAN користуються школи з 281 населеного пункту України. До того ж деякі департаменти та управління освіти впроваджують систему централізовано, як, наприклад, у Житомирі, Білій Церкві, Запоріжжі, Кривому Розі, Миколаївській області. У цьому є свої додаткові переваги. Коли всі школи міста об'єднані в Human, учень може переходити в інший навчальний заклад без втрати своїх освітніх здобутків. А у муніципальних органів відкривається можливість побудувати аналітику по всьому освітньому сектору.
2 серпня 2019 — Компанія HUMAN стала переможцем тендеру ГІОЦ на постачання Ліцензійного програмного забезпечення для загально середніх закладів освіти міста Києва.
16 жовтня 2020 — Департамент освіти і науки виконкому Криворізької міської ради підписав Меморандум про співпрацю у сфері цифровізації закладів освіти з компанією HUMAN[неавторитетне джерело].
26 серпня 2020 під час педагогічної конференції між Житомирської міською радою та представниками HUMAN було підписано Меморандум про взаємодію і співпрацю[первинне джерело].
У квітні 2021 року Київська обласна державна адміністрація в рамках цифровізації освітнього процесу навчальних закладів уклала Меморандум про співробітництво з ТОВ «Еволюшн Груп» (стара назва ТОВ «Х'ЮМАН»)[первинне джерело].
У вересні 2021 компанія ТОВ «Х'ЮМАН» разом з Хмельницькою ОДА започаткувала проєкт «HUMAN.Хмельниччина», мета якого комплексна цифровізація 60 шкіл області.

## Діяльність
У травні 2021 року компанія ТОВ «Х'ЮМАН» приєдналась до проєкту «Прокачай школу», в рамках якого за співфінансування підприємства було профінансоване технічне обладнання для 6 закладів освіти[неавторитетне джерело].
У лютому 2021 компанія ТОВ «Х'ЮМАН» була обрана технічним партнером у проведенні Міжнародного конкурсу з української мови імені Петра Яцика. На базі платформи було проведено змагання, у якому взяло участь понад 25 тисяч учасників освітнього процесу.
16 червня представники компанії HUMAN та Всеукраїнської Асоціації ОТГ підписали договір про співпрацю. Мета організацій об'єднати експертів Всеукраїнської Асоціації ОТГ та технічних професіоналів EdTech-ринку для комплексного впровадження цифрових технологій у закладах загальної середньої освіти.
У жовтні 2021 року розпочалась реєстрація на II Всеукраїнський відкритий марафон з української мови, що також буде проводитися на платформі HUMAN[первинне джерело].